# Shenavan (Aragatsotn)
Pour les articles homonymes, voir Shenavan.
Shenavan (en arménien Շենավան ; anciennement Bulkheyr) est une communauté rurale du marz d'Aragatsotn, en Arménie. Elle compte 1 987 habitants en 2009.